# Villa Godi
Villa Godi je patricijská venkovská vila v malém městě Lugo di Vicenza na severu italské provincie Vicenza. Zachovaná vila je pokládána za jedno z raných děl významného renesančního architekta Andrea Palladia. Dokládá to zápis v jeho monografii I Quattro libri dell'architettura (Čtyři knihy o architektuře). V roce 1537 ho stavbou pověřili bratři Pietro a Girolamo Marcantonio Godiovci.
Vila byla dokončena pravděpodobně kolem roku 1540, před jeho první cestou do Říma (později byl na vile stavebně upravován zadní trakt se vstupem do zahrady). Palladio, inspirovaný svým přátelům Giangiorgiom Trissinim, se tehdy zabýval studiem antiky, ale dá se říci, že tato stavba ho představuje jako autora, který se dává inspirovat architekturou své doby. Zdá se, že forma Villy Godi opakuje formu vily jeho přítele Trissino v Cricoli, na které pracoval ještě jako mladý architekt v dílně Giovanniho di Giacoma da Porlezza.
Dvoupatrová stavba vily působí mohutným dojmem, přesto v sobě nese prvky lehkých letních vil, které si na venkově s oblibou nechávali stavět zámožní příslušníci městského patriciátu.
Vilu tvoří hlavní část a dvě symetricky umístěné masivní postranní křídla, které jsou značně širší než hlavní blok. Ty střední část vily opticky zatlačují do pozadí. Výrazným architektonickým prvkem je piano nobile otevřené do zahrady lodžií ohraničenou trojitým obloukem. Ve spodní části pak dva oblouky rámují schodiště vedoucí k lodžii. Pod zastřešením hlavní části se nachází zednický ztvárněný rodový erb majitelů vily.
Vila je zajímavá i svými interiéry. Stěny místností pokrývají fresky vytvořené umělci Guatierom Padovani (kolem 1510 – 1552), Giovannim Battistou Zelottim (kolem 1526 – 1578) a Battistou del Morem (1514 – 1575). Posledně jmenovaný malíř je autorem nástěnných maleb v Síni múz, která vznikla po skončení války Svaté ligy z Cambrai v roce 1516. Malby s rozjímajícími olympskými bohy a náznaky antické architektury, pokrývající téměř celou plochu stěn místnosti, měly být symbolickým vyjádřením touhy po míru a spravedlnosti.
Villa Godi je součástí komplexu Palladiových vil zapsaných do Seznamu Světového dědictví UNESCO. Ve vile se v suterénu nachází muzeum archeologie, shromažďující nálezy z této oblasti.